# Młodzieżowa Służba Ruchu
Młodzieżowa Służba Ruchu (MSR) – organizacja powołana w 1959 roku z inicjatywy Komendy Głównej Milicji Obywatelskiej.

## Historia
Harcerska Służba Ruchu Drogowego działała już w okresie II Rzeczypospolitej, kiedy umundurowani harcerze kierowali ruchem drogowym i kontrolowali kierowców razem z funkcjonariuszami Policji Państwowej. W okresie Polski Ludowej Milicja Obywatelska współdziałająca ze szkolnymi organizacjami młodzieżowymi wpłynęła na powstanie Młodzieżowej Służby Ruchu. W 1965 roku MSR pod względem organizacyjnym i programowym włączona została z powrotem do Związku Harcerstwa Polskiego.